# Arnold von Melchtal

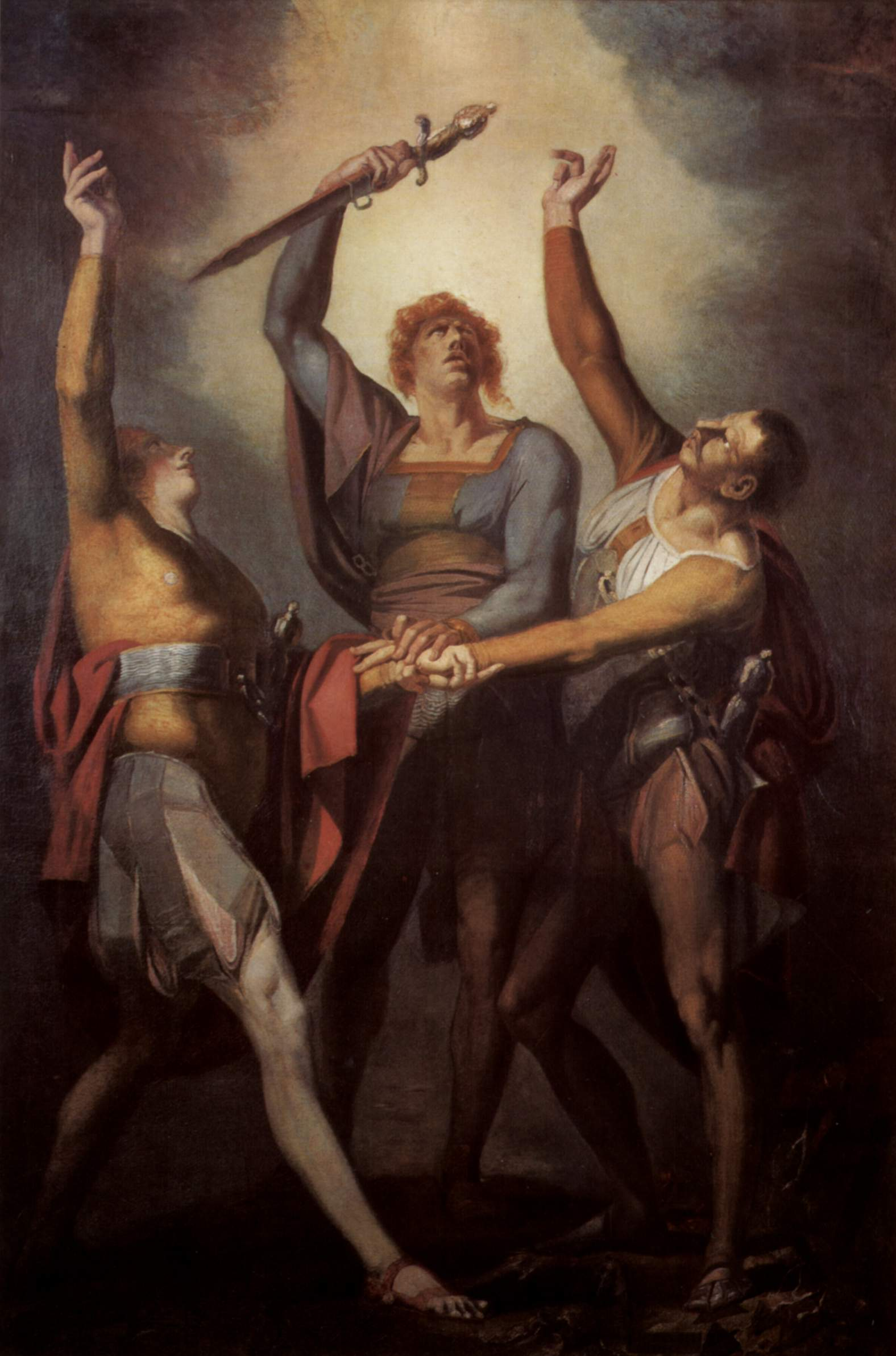
De Rütlischwur, schilderij van Johann Heinrich Füssli, 1780.

Arnold von Melchtal is een van de drie legendarische stichters van de Zwitserse Confederatie, afkomstig uit het kanton Unterwalden. Samen met Walter Fürst (uit het kanton Uri) en Werner Stauffacher (uit het kanton Schwyz) legde hij de Rütlischwur af, een van de stichtingsmythes van Zwitserland.
Volgens het Witte Boek van Sarnen was Arnold von Melchtal afkomstig van de vallei met dezelfde naam, het Melchtal, in het kanton Unterwalden. Zijn vader Henri an der Helde was een gerespecteerd landbouwer die zich niet liet onderwerpen door de baljuw van Landenberg. Die laatste liet beslag leggen op het vee van Henri, maar Arnold verweerde zich en verwondde een knecht van de baljuw, die op de vlucht sloeg. Arnold panikeerde en vluchtte naar het kanton Uri. Zijn vader Henri werd echter het slachtoffer van represailles van de baljuw: hij werd verblind.
Hierop besloot Arnold zich samen met de andere oerkantons te verenigen om zich tegen de tirannieke Habsburgse bezetter te keren. Deze vereniging werd in 1291 bezegeld met de Rütlischwur en de Bondsbrief van 1291.

## Trivia
- In de film Die Entstehung der Eidgenossenschaft uit 1924 wordt de rol van Arnold von Melchtal vertolkt door Rudolph Jung.[1]

- Gemeinsame Normdatei: 1069803030
- Historisch woordenboek van Zwitserland: 047569
- Virtual International Authority File: 315566435